# Isin-Larsa-Zeit
Als Isin-Larsa-Zeit wird ein Zeitraum der altorientalischen Geschichte bezeichnet, der sich vom Untergang des Reiches der 3. Dynastie von Ur um 2000 v. Chr. bis zum Beginn der altbabylonischen Zeit um 1800 v. Chr. erstreckt. Insbesondere in der Altorientalistik wird die Isin-Larsa-Zeit aus philologischen Gründen der altbabylonischen Zeit als Unterepoche zugerechnet. Der Begriff wird vor allem für den südlichen Teil Mesopotamiens verwendet; der weitgehend entsprechende Abschnitt der Nordmesopotamischen Geschichte heißt altassyrische Zeit.

## Epochengliederung
Die Isin-Larsa-Zeit wird den historischen Machtverhältnissen entsprechend in zwei Subepochen untergliedert:
- Isin-Zeit (ca. 2017–1924 v. Chr.)
- Isin-Larsa-Zeit im engeren Sinne (ca. 1924–1792 v. Chr.)

## Geschichtliche Entwicklung
Nach dem Zerfall des Reiches der 3. Dynastie von Ur erlangten die ehemals selbständigen Stadtstaaten wieder Unabhängigkeit. Unter nunmehr amurritischen Dynastien kämpften Städte wie Isin, Larsa, Ešnunna, Sippar, Kiš und Der um eine Vormachtstellung. Unter Išbi-Erra konnte sich Isin hierbei zunächst durchsetzen und für etwa ein Jahrhundert eine beherrschende Stellung einnehmen. Im ausgehenden 20. Jahrhundert v. Chr. gewann die in Larsa ansässige Dynastie Macht über die alten Städte Ur und Nippur und bildete damit neben Isin ein zweites Machtzentrum.

## Kulturelle Entwicklung
Während der Isin-Zeit bestanden noch deutliche Bezüge zur Kultur der vorausgehenden Epoche. Inschriften und Literatur wurden in sumerischer Sprache abgefasst, der sumerische Kalender und die Datierung mittels Jahresnamen wurden fortgeführt. Die Herrscher ließen sich in Bildnissen als Götter darstellen.
Gleichwohl setzten mit der Isin-Larsa-Zeit bedeutende gesellschaftliche Veränderungen ein. Während das 3. Jahrtausend von einer Palast- und Tempelwirtschaft geprägt war, wurden im frühen 2. Jahrtausend weite Wirtschaftsbereiche privatisiert, was sich im Fund zahlreicher privater Rechts- und Wirtschaftsurkunden widerspiegelt. Rechtssammlungen dieser Zeit, wie etwa der Codex Hammurapi lassen eine Aufteilung der Gesellschaft in drei Klassen (awīlum, muškenum, wardum) erkennen.
Besonders betraf diese Privatisierung die Landwirtschaft. Nachdem sich in den rund 1000 Jahren zuvor immer größere, zentral verwaltete Güter gebildet hatten, wurden nun zunehmend Familien von Beamten, spezialisierten Handwerkern und Soldaten durch die Zuweisung von Ländereien entlohnt, über die königliche Aufseher keine Kontrolle mehr ausübten. Sehr wohl wurden Abgaben erhoben, bei denen sich eine Entwicklung von Naturalien hin zu Silber feststellen lässt. Sowohl die Weiterverpachtung der Ländereien als auch die Verpachtung der Tributeintreibung durch die königliche Verwaltung sind nachgewiesen. Zunehmend ist im 2. Jahrtausend auch wieder von privatem Landeigentum die Rede, das im vorherigen Jahrtausend kaum noch fassbar war.

## Archäologie
Archäologische Funde dieser Epoche stammen mehrheitlich aus den Fundorten Ur, Ešnunna und einer Reihe von Ausgrabungsstätten entlang der Diyala. Isin und Larsa selbst wurden nur in beschränktem Maße untersucht.

### Architektur
Wohnhäuser, in der Regel Hofhäuser, folgten in der Isin-Larsa-Zeit einem einheitlichen Muster. Um einen zentralen und regelmäßigen, mit Backsteinen gepflasterten Hof, waren mehrere Räume angeordnet. Gegenüber dem Eingang befand sich ein mit besonders dicken Wänden versehener Raum, an den sich oft auch eine Nasszelle anschloss. Hinter diesem lag in der Regel ein zweiter Saal, der mit einem Altar ausgestattet war. Die Häuser waren mehrstöckig, so dass meist auch ein Treppenhaus erhalten ist, in welchem sich häufig ein Sickerschacht befand.
Herausragende Bauwerke dieser Epoche sind der Šu-ilija-Palast sowie der Šu-Sîn-Tempel in Ešnunna,  die Stadtmauer mit den Torlöwen von Tell Harmal, der Nergal-Tempel von Tell Haddad, das E-Babbar in Larsa, außerdem der Gula-Tempel von Isin und der Kitītum-Tempel in Išǧali sowie die Kultbauten von Hafaǧi.

### Gräber
Grabformen dieser Epoche sind weitgehend uneinheitlich. Neben Grüften aus Backsteinen finden sich auch Sarkophage in Einzelgräbern, Kapselgräber für Kinder und schlichte Erdbestattungen.

### Kunsthandwerk
Typische Fundgattung dieser Zeit sind Statuetten. Das Bildprogramm kennt hier vor allem Triumphatorszenen, die auf Rollsiegeln sowie auf Terrakottaplatten zu sehen sind. Auch die Dāduša-Stele entspricht diesem Programm. Bekannteste Terrakottaplatte dieser Zeit ist das sogenannte Burney-Relief.